# Бібі Торріані
Ріккардо Торріані або Річард Торріані (італ. Riccardo Torriani, Richard Torriani; 1 жовтня 1911, Санкт-Моріц — 3 вересня 1988, Кур, Швейцарія) — швейцарський хокеїст, центральний нападник. Чемпіон Європи і призер Олімпійських ігор. Перший швейцарець у Залі слави Міжнародної федерації хокею з шайбою. Тривалий час був єдиним хокеїстом, якому вдалося виступати на Олімпіадах протягом 20 років.

## Спортивна кар'єра
У родині Торріані був наймолодшим з шести дітей. В дитинстві отримав прізвисько «Бібі». Походження його невідоме, але пристало воно на все життя.
Перші хокейні успіхи прийшли у 1928 році. У складі «Санкт-Моріца» став чемпіоном Швейцарії. Того року його рідне місто приймало Олімпійські ігри. Бібі Торріані отримав запрошення до національної збірної і здобув бронзову олімпійську медаль.
Наступного сезону перейшов до «Давоса», з яким пов'язана вся подальша клубна кар'єра. З 1933 по 1948 рік грав в одній ланці з братами Гансом і Фердинандом Каттіні. Це тріо отримало назву «Штурм-Ні», де Ні — останні дві літери у прізвищах кожного з спортсменів і вважається найсильнішою ланкою в історії швейцарського хокею. З «Давосом» Торріані здобув два десятка національних трофеїв і шість титулів переможця найстарішого міжнародного турніру — Кубка Шпенглера.
У збірній Торріані з братами Каттіні двічі став переможцем чемпіонатів Європи, здобували нагороди на чемпіонатах світу. Вершиною цієї ланки стала «бронза» на Олімпіаді 1948 року, яка вдруге проходила у рідному для Бібі Санкт-Моріці. Всього за двадцять років провів у національній збірній провів 111 матчів і закинув 105 шайб. 20 років виступів на Олімпіадах тривалий час було рекордом серед хокеїстів. Лише на іграх 2006 року його перевершив канадець Кріс Челіос (1984, 1998, 2002 і 2006 — 22 роки).
| Рік                  | Команда              | Турнір               | Місце                | І  | Г | П | О |
| -------------------- | -------------------- | -------------------- | -------------------- | -- | - | - | - |
| 1928                 | Швейцарія            | ОІ                   | 3                    | 4  | 1 | 0 | 1 |
| 1936                 | Швейцарія            | ОІ                   | 13-15                | 3  | 0 | 0 | 0 |
| 1948                 | Швейцарія            | ОІ                   | 3                    | 5  | 2 | 4 | 6 |
| Всього на Олімпіадах | Всього на Олімпіадах | Всього на Олімпіадах | Всього на Олімпіадах | 12 | 3 | 4 | 7 |

Наприкінці 40-х років став головним тренером збірної і привів її до перемоги на континентальній першості. У подольшому очолював збірну Італії і низку німецьких, італійських і швейцарських клубів.
1997 року Міжнародної федерації хокею заснувала Залу слави. Одним з тридцяти перших лауреатів став і Торріані. З гравців, пік кар'єри яких припав на 30-ті роки 20-ті століття, обрали лише двох — окрім Бібі ще канадця Джеррі Косбі.
Старший брат Конрад (1910 р.н.) виступав за збірну Швейцарії на трьох чемпіонатах світу (1930, 1933, 1934). Сини Марко і Романо захищали кольори «Базеля».

## Досягнення
Як гравець
- Олімпійські ігри

 Бронзовий призер (2): 1928, 1948
- Чемпіонат світу

 Срібний призер (1): 1935
 Бронзовий призер (5): 1928, 1930, 1937, 1939, 1948
- Чемпіонат світу з санного спорту

 Срібний призер (1): 1957
- Чемпіонат Європи

 Переможець (2): 1935, 1939
 Срібний призер (4): 1928, 1930, 1934, 1937, 1948
 Бронзовий призер (1): 1933
- Інтернаціональний чемпіонат

 Переможець (5): 1930, 1931, 1932, 1935, 1937
- Національний чемпіонат

 Переможець (5): 1928, 1930, 1931, 1932, 1933
- Чемпіонат Швейцарії

 Переможець (11): 1938, 1939, 1941, 1942, 1943, 1944, 1945, 1946, 1947, 1948, 1950
- Кубок Шпенглера

 Переможець (6): 1933, 1936, 1938, 1941, 1942, 1943
Як тренер
- Чемпіонат світу

 Бронзовий призер (2): 1950, 1951
- Чемпіонат Європи

 Переможець (1): 1950
 Срібний призер (1): 1951
- Чемпіонат Швейцарії

 Переможець (11): 1962